# Исмагилов, Абдулла Гиниятович
Абдулла Гиниятович Исмагилов (10 марта 1929, деревня Мазитово Зианчуринского района БАССР — 21 декабря 2010) — башкирский советский педагог и журналист, кандидат исторических наук (1966), заслуженный работник культуры РБ (1999),  главный редактор газеты «Совет Башкортостаны» («Башкортостан») (1966—1986).

## Биография
Исмагилов Абдулла Гиниятович  родился 10 марта 1929 года в деревне деревне Мазитово Зилаирского кантона (ныне Зианчуринский район) Башкирской АССР.   После школы, с 1947 года, работал учителем в восьмилетней школе д. Мухамедьяново Абзановского района БАССР.
В 1952 году окончил Стерлитамакский учительский институт, в 1957 году — Орский педагогический институт, в 1965 году — Академию общественных наук при ЦК КПСС, г. Москва. В Академии защитил кандидатсакую диссертацию (научрук доктор исторических наук Борис Михайлович Морозов). 
Места работы А. Исмагилова: С 1953 года — директор Умбетовской средней школы. С 1955 года — заведующий отделом Абзановского, затем Зианчуринского райкомов партии, с 1957 года — секретарь Зианчуринского райкома партии, с 1966 по 1986 год — главный редактор газеты «Совет Башкортостаны» («Башкортостан»), одновременно в 1966—1969 годах он работал  председателем Союза журналистов БАССР. 
Депутат Верховного Совета БАССР 7—11-го созывов. В 1999—2000 годах — зам. председателя Исполкома Всемирного курултая башкир. В 1990—1991 года работал преподавателем БашГУ (ныне Уфимский университет науки и технологий) — читал лекции по истории КПСС.

## Семья
жена Сарагулова Фаузия Закарьевна, дочери Зухра и Гульфара,сын Зуфар.

## Награды и звания
Медаль «За доблестный труд в Великой Отечественной войне 1941-1945 гг.». Орденом «Знак Почёта». Звание «Заслуженный работник культуры Республики Башкортостан».